# Anna Elisabeth Jessen
Anna Elisabeth Jessen (født 1956 i Haderslev ) er en dansk journalist og romanforfatter, især kendt for sin debutroman Om Hundrede År, en slægtsroman, som følger en fiktiv dansksindet familie i Sønderjylland fra 1914 til 2014. Romanen er inspireret af Jessens egen familiehistorie.

## Opvækst
Jessen voksede op på en gård i Marstrup ved Haderslev, få km fra oldeforældrenes gård i Hoptrup, som hun i dag ejer og bebor.

## Uddannelse og karriere
Efter en sproglig studentereksamen i 1975 fra Haderslev Katedralskole, hvor hun gik på årgang med forfatteren Erling Jepsen, læste Jessen en årrække dansk på Københavns universitet. Senere fortsatte hun på Danmarks journalisthøjskole, hvorfra hun demitterede i 1984, og samme år blev hun ansat på Danmarks Radio, hvor hun har arbejdet lige siden.
I 1990 videreuddannelse hun sig til manuskriptforfatter på Den Danske Filmskole.
Jessen arbejder især med radiodokumentarer.

## Nomineringer og Priser
- Nomineret til Bogforums Debutantpris 2019
- Finalist til DRs Romanpris 2020
- Sprogforeningens sprog- og kulturpris 2024